# 囧男孩
《囧男孩》是一部2008年兒童成長台灣電影，由楊雅喆導演所執導，李冠毅與潘親御分別飾演「騙子一號」和「騙子二號」，另有梅芳與馬志翔等老牌演員演出，阮經天也在本片中特別演出長大後的「騙子二號」。電影在2008年香港國際電影節與台北電影節首映，於2008年9月5日在台灣上映。

## 概要
宣傳標語

一加一不等於二，負負不會得正，長大不等於說再見
慢一點，讓童年的勇氣追上你

### 情節
兩位囧男孩在學校常作弄女生欺騙同學，而被老師分別稱為「騙子一號」與「騙子二號」。本片透過一號與二號的童真之眼，追求虛構的異次元空間同時，而在現實的充滿悲劇環境下成長，用詼諧的手法來陳述他們所面臨的生離死別。
電影大致上分為三個段落，一號暗戀對象林艾莉媽媽的過世與艾莉的離開，二號對大人的賴皮而預謀妹妹的綁架事件，最後一段是卡達天王與異次元抉擇，讓一二號之間關係破裂，最後一號偷竊而被警察帶走。
1.孤單的孩子，用自己的方法學會了堅強
一號與二號常作弄同學，被老師處罰在圖書館黏書，兩人常討論前往異次元空間的方法。一號喜歡著總是笑臉迎人的女同學林艾莉，於是拿出卡達天王來誘惑二號，幫他搭訕林艾莉加入他們。另一方面，二號被阿嬤命令送紙錢去同學家，才得知是林艾莉的媽媽癌症過世。於是在一天，二號為了完成一號的交代叫住林艾莉，但二號當下卻說林艾莉的媽媽死了，為什麼還一直笑，林艾莉臉上由笑容逐漸轉為悲憤，二號於是尷尬跑開。一號與二號想到前往異次元的方法，收集到十台電風扇就可前往異次元，而林艾莉來到二號家，一號欣喜之時，艾莉卻是來告別，於是一號叫艾莉一同加入他們前往異次元，和全世界說掰掰。最後林艾莉留下一封信，信中寫著只要記住微笑，就不會害怕了。
插曲-魔笛的故事
小孩子眼中魔笛的童話，吹笛人的音樂帶走充滿疾病的老鼠，在現實上就像是倒垃圾的大人們，追趕著響著音樂的垃圾車。
2.分離不一定要悲傷
二號的叔叔家庭因素把小孩丟到阿嬤家，阿嬤就算不願意無奈之下也只好照顧，家中突然多出的妹妹，二號逐漸覺得阿嬤偏心對妹妹比較好。聽到叔叔要來接妹妹回去，二號不用幫忙照顧，開心準備與一號去動物園，結果叔叔卻有事不來了，於是動物園去不成，二號再一次對大人感到賴皮失望。有天，阿嬤叫二號看顧，回家發現妹妹不見了，責罵二號之餘，急忙地向左鄰右舍尋找蹤影。二號不情願地呼喊妹妹的名字，路途中被卡達天王限量模型迷住，在其他小孩提醒才心不甘地繼續尋找，走來到一號家，看見一個裝水的透明水箱，二號於是進入水箱潛進水中，暫時與充滿謊言的社會隔絕。晚上回到家中，警察與鄰居都圍在家門外，阿嬤與叔嬸兩人正互相責怪爭吵著，看到二號回來更加混亂。此時，一號在一旁隔空傳話，原來妹妹是兩人計謀好故意藏起來的，但是沒想到妹妹真的不見了。阿嬤哭鬧著求神拜佛，而二號正緊張地與一號在校園尋找，最後一號露出微笑，妹妹其實安靜地躺在一號爸爸身旁睡著了。
3.長大不等於說再見
據說只要溜滑水道一百次，就可以前往異次元。一號與二號跳著彈簧床喊著我要轉大人，兩人為了前往異次元，而努力撿廢棄瓶回收存著錢。二號有天拿著搥背得來的五十元，想起先前看到的限量卡達天王，而把五十元花掉轉扭蛋。一號碰巧看到，指責錢應該要存起來去異次元用的，沒想到扭蛋中了限量的卡達天王。興奮地衝去玩具店換，老闆卻因鎮店之寶而拒絕兌換，最後在眾小孩的吵鬧下，讓二號選擇老闆出三千買回來，或等幾周後新貨來再換，一號二話不說馬上換來三千元。一號認為有了錢就可以前往說好要一起去的異次元，二號非常不諒解一號的決定，而悶悶不樂，最後兩個人友情絕裂。幾天之後，二號查覺一號不見蹤影，來到一號家看見都是記者與警察，一號疑似偷竊加上父親是精神病患無法照顧，而被警察和社工永遠帶走。二號回去後求阿嬤打電話到夏威夷找一號媽，求他帶一號回來，不成之後又去找一號爸打電話，但精神疾病的爸爸根本不懂，只能拉著二號的手摸著胸口說「痛」。
最後，二號獨自搭車前往異次元，一而再地不停溜著滑水道，向每個人說掰掰。接著，有個小孩努力爬到滑水道最頂端，救生員問起怎麼來這麼多趟，小孩說他爸爸說這樣就可以前往異次元，而救生員是長大後的二號，往小孩所指的地方看去。

## 演員

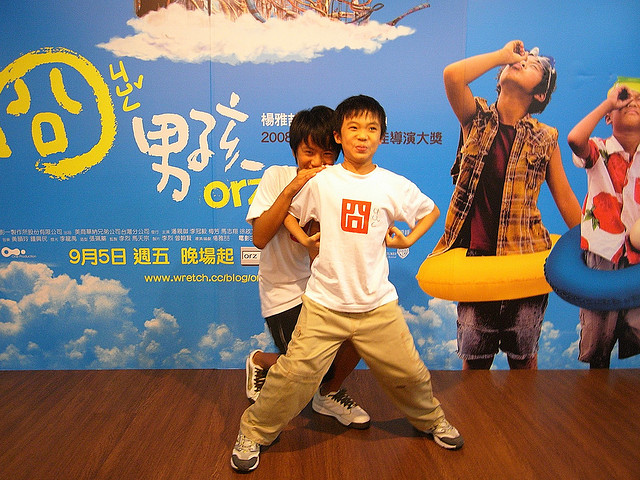
《囧男孩》小男主角李冠毅、潘親御合影。

| 演員   | 角色                 |
| ------ | -------------------- |
| 李冠毅 | 一號                 |
| 潘親御 | 二號                 |
| 梅芳   | 二號阿嬤             |
| 馬志翔 | 一號爸爸             |
| 徐啟文 | 林艾莉               |
| 阮經天 | 二號（成人）         |
| 陳家祥 | 玩具店老闆           |
| 王毓薇 | 導師                 |
| 張正儒 | 體育老師             |
| 蔡玉秀 | 花店老闆             |
| 蕭國本 | 魚攤老闆             |
| 邱秋菊 | 市場鄰居             |
| 曹麗華 | 市場鄰居             |
| 唐鈴津 | 市場鄰居             |
| 鄭美玲 | 市場鄰居             |
| 黃正發 | 市場鄰居             |
| 蕭雅芳 | 市場鄰居             |
| 梁忻隆 | 乩童                 |
| 吳彥諠 | 一號的兒子           |
| 安熙承 | 雜誌記者             |
| 黃緣文 | 雜誌記者             |
| 黃進楠 | 警察                 |
| 吳正中 | 警察                 |
| 李昆峰 | 薩克斯風樂手         |
| 菲菲   | 鄰居太太             |
| 納豆   | 銅像（特別演出）     |
| 李龍禹 | 銅像工人（特別演出） |

## 獎項
| 影展             | 獎項               | 受獎者 |
| ---------------- | ------------------ | ------ |
| 第十屆台北電影獎 | 劇情長片最佳導演獎 | 楊雅喆 |
| 第十屆台北電影獎 | 劇情長片最佳美術   | 翁桂邦 |
| 第十屆台北電影獎 | 演員特別推薦       | 梅芳   |
| 第45屆金馬獎     | 最佳女配角         | 梅芳   |

## 外部連結
- 囧男孩官方部落格（页面存档备份，存于）（繁體中文）
- Yahoo奇摩電影上《囧男孩》的資料（繁體中文）
- MSN娛樂上《囧男孩》的資料（繁體中文）

- 開眼電影網上《囧男孩》的資料（繁體中文）
- 豆瓣电影上《囧男孩》的資料 （简体中文）
- 时光网上《囧男孩》的資料（简体中文）
- AllMovie上《囧男孩》的资料（英文）
- 爛番茄上《囧男孩》的資料（英文）
- 香港影庫上《囧男孩》的資料（繁體中文）
- 互联网电影数据库（IMDb）上《囧男孩》的资料（英文）